# Lacul Rediu
Lacul Rediu este un lac de baraj artificial de luncă din Câmpia Moldovei, pe teritoriul satului Rediu din apropierea municipiului Iași. Are o suprafață de 14.6 hectare și este construit pe râul Rediu, în apropiere de vărsarea acestuia în râul Bahlui. 